# Gladiolus recurvus
Gladiolus recurvus är en irisväxtart som beskrevs av Carl von Linné. Gladiolus recurvus ingår i släktet sabelliljor, och familjen irisväxter. Inga underarter finns listade i Catalogue of Life.